# Плёхов (Сновский район)
Плёхов (укр. Пльохів) — село в Сновском районе Черниговской области Украины. Население — 5 человек.
Расположено в лесистой местности на правом берегу Жеведы в 32 км к северу от Сновска, в 78 км к северо-западу от Чернигова и в 70 км к юго-западу от Гомеля. По Жеведе проходит граница с Брянской областью России. Автомобильных дорог с твёрдым покрытием нет.
Код КОАТУУ: 7425882502. Почтовый индекс: 15211. Телефонный код: +380 4654.

## Власть
Орган местного самоуправления — Клюсовский сельский совет. Почтовый адрес: 15210, Черниговская обл., Сновский р-н, с. Клюсы, ул. Партизанская, 32.